# Cyanocorax beecheii
La chara de Beechey (Cyanocorax beecheii) es una especie de ave paseriforme de la familia Corvidae autóctona de México.

## Estado de conservación

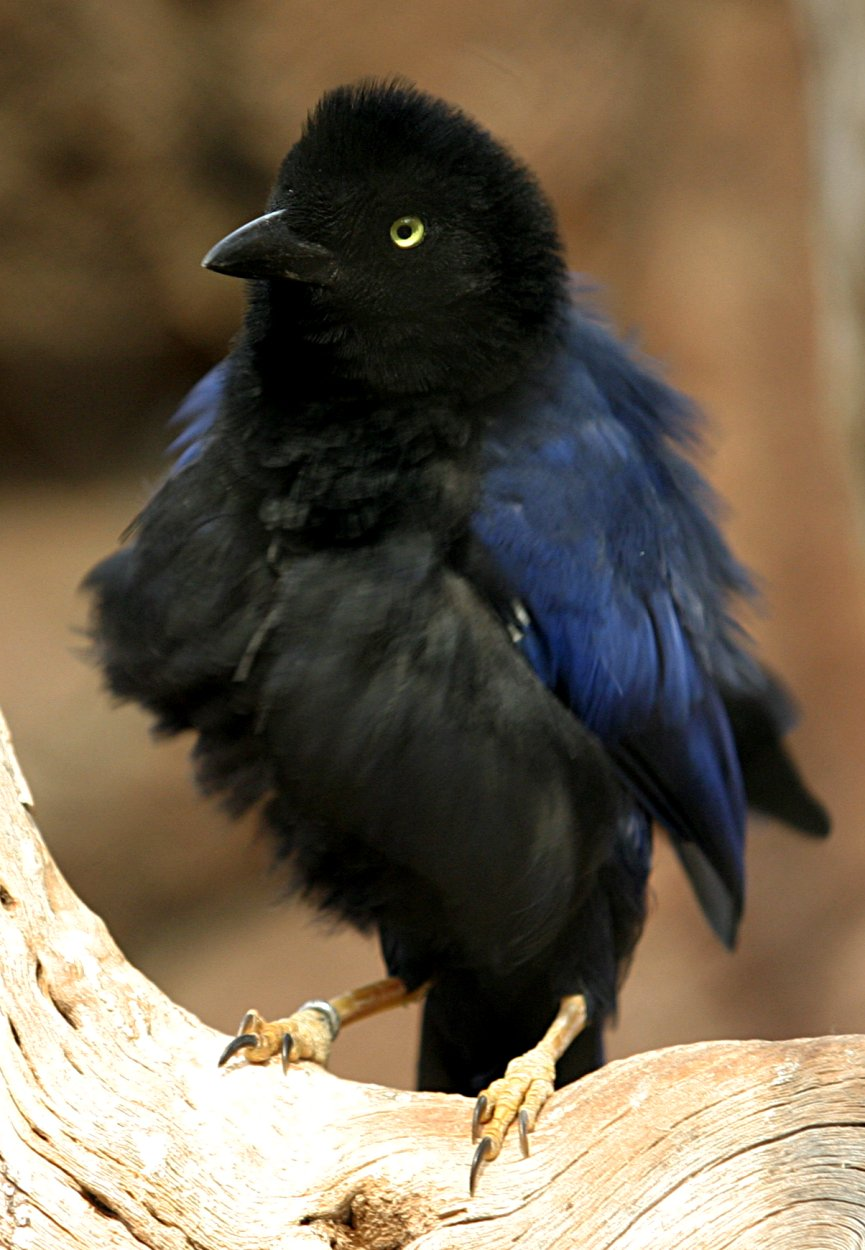

Según BirdLife International, a pesar de que su población disminuye de forma constante, lo hace a un ritmo lo suficientemente lento como para no comprometer el estado de conservación de la especie. Se considera que el umbral crítico es cuando hay menos de 10 000 individuos maduros con una tasa de disminución superior al 10% en 10 años o tres generaciones. Es por ello, que en la Lista Roja de la UICN figura catalogado como de preocupación menor.
Su hábitat supera los 20 000 km² y no presenta una gran fragmentación ni su extensión disminuye de forma significativa. Su población se estima en menos de 50 000 individuos.